# Kewaskum
Kewaskum é uma vila localizada no estado norte-americano de Wisconsin, no Condado de Washington.

## Demografia
Segundo o censo norte-americano de 2000, a sua população era de 3274 habitantes.
Em 2006, foi estimada uma população de 3970, um aumento de 696 (21.3%).

## Geografia
De acordo com o United States Census Bureau tem uma área de
3,8 km², dos quais 3,8 km² cobertos por terra e 0,0 km² cobertos por água. Kewaskum localiza-se a aproximadamente 319 m acima do nível do mar.

## Localidades na vizinhança
O diagrama seguinte representa as localidades num raio de 20 km ao redor de Kewaskum.